# Federazione di rugby a 15 del Ruanda
La Federazione Rugby XV del Ruanda (in francese Fédération Rwandaise de Rugby) è l'organo che governa il Rugby a 15 nel Ruanda.
Affiliata all'International Rugby Board, è inclusa fra le nazionali di terzo livello senza esperienze di Coppa del Mondo.